# 1903 год в музыке

## События
- 11 февраля — премьера Симфонии № 9 Антона Брукнера в Вене
- 23 февраля — Джордже Энеску дирижирует в Бухаресте на мировой премьере трёх своих произведений: Сюита № 1 для оркестра до-мажор, опус 9; две румынские Рапсодии ля-мажор и ре-мажор, опус 11
- Энрико Карузо становится солистом Метрополитен-опера и делает свои первые записи на студии Victor Talking Machine Company[1]
- Фредерик Делиус женится на художнице Йелке Розен[2]
- Начало карьеры блюзмена Миссисипи Джона Хёрта
- Премьера оперетты Виктора Герберта «Дети в стране игрушек»

## Классическая музыка
- Фредерик Делиус — «Морской дрейф»
- Эдуард Элгар — «Апостолы», оратория для сопрано, контральто, тенора и трёх басов, а также хора с оркестром, опус 49
- Карл Нильсен — увертюра «Гелиос»
- Витезслав Новак — «Словацкая сюита»
- Хакон Бёрресен — романс для виолончели и фортепиано с оркестром
- Джозеф Холбрук — «Колокола», опус 50a
- Жозеф Йонген — соната для скрипки и фортепиано № 1

## Опера
- Эжен д’Альбер — «Долина»
- Хуан Манен — «Giovanna di Napoli»
- Эмиль Пессар — «Тротуар» (одноактная опера).

## Родились
- 4 января — Кэрролл Гиббонс[англ.] (ум. 1954) — американский и британский пианист, бэнд-лидер и композитор
- 7 января — Галина Тюменева (ум. 1999) — советский и украинский музыковед, педагог и музыкальный критик
- 29 января — Джурахан Султанов (ум. 1965) — узбекский советский актёр, певец и композитор
- 6 февраля — Клаудио Аррау (ум. 1991) — чилийский пианист
- 12 февраля — Тодд Дункан[англ.] (ум. 1998) — американский оперный певец (баритон) и актёр
- 28 февраля — Этьен Бодо (ум. 2001) — французский гобоист
- 5 марта — Ирвинг Кахал[англ.] (ум. 1942) — американский поэт-песенник
- 9 марта — Ваге Рудольф Супратман (ум. 1938) — индонезийский композитор и поэт, автор государственного гимна Индонезии
- 10 марта — Бикс Байдербек (ум. 1931) — американский джазовый трубач, пианист и композитор
- 3 апреля — Джеймс Майли[англ.] (ум. 1932) — американский джазовый трубач
- 3 мая — Бинг Кросби (ум. 1977) — американский певец и актёр
- 12 мая — Леннокс Беркли (ум. 1989) — британский композитор
- 29 мая — Боб Хоуп (ум. 2003) — американский актёр, комик и певец
- 6 июня — Арам Хачатурян (ум. 1978) — армянский советский композитор, дирижёр, педагог и музыкально-общественный деятель
- 18 июня — Джанет Макдональд (ум. 1965) — американская певица и актриса
- 26 июня — Сент-Луис Джимми Оден[англ.] (ум. 1977) — американский блюзовый певец и автор песен
- 3 июля — Дик Робертсон[англ.] (ум. 1979) — американский джазовый певец и автор песен
- 16 июля — Кармен Ломбардо[англ.] (ум. 1971) — канадский певец, композитор и саксофонист
- 4 августа — Хелен Кейн (ум. 1966) — американская певица и актриса
- 20 августа — Антонио Фортунато де Фигейредо[англ.] (ум. 1981) — индийский дирижёр и скрипач
- 15 сентября — Рой Экафф (ум. 1992) — американский автор-исполнитель и скрипач
- 16 сентября — Джо Венути[англ.] (ум. 1978) — американский джазовый скрипач
- 1 октября — Владимир Горовиц (ум. 1989) — русский и американский пианист
- 10 октября — Владимир Дукельский (ум. 1969) — русский и американский композитор и поэт-песенник
- 16 октября — Биг Джо Уильямс (ум. 1982) — американский блюзовый гитарист
- 29 октября — Ивонн Джорджи[нем.] (ум. 1975) — немецкая балерина и хореограф
- 30 октября — Гвидо Фарина (ум. 1999) — итальянский композитор и музыкальный педагог
- 28 ноября — Тудор Чортя (ум. 1982) — румынский композитор, музыковед и музыкальный педагог
- 5 декабря — Йоханнес Хестерс (ум. 2011) — нидерландский и австрийский актёр и певец (тенор)
- 8 декабря — Золтан Секей (ум. 2001) — венгерский и канадский скрипач
- 17 декабря — Рэй Ноубл (ум. 1978) — британский пианист, композитор, аранжировщик и бэнд-лидер
- 22 декабря — Марк Лаври (ум. 1967) — израильский композитор и дирижёр

## Скончались
- 28 января
  - Августа Ольмес (55) — французский композитор ирландского происхождения
  - Робер Планкет (54) — французский композитор
- 31 января — Вильгельм Мейер-Луц (73) — английский композитор и дирижёр немецкого происхождения
- 17 февраля — Джозеф Пэрри[англ.] (61) — валлийский композитор
- 22 февраля — Хуго Вольф (42) — австрийский композитор и музыкальный критик
- 23 февраля — Фридрих Грюцмахер (70) — немецкий виолончелист, музыкальный педагог и композитор
- 5 марта — Томас Райан[англ.] (75/76) — американский кларнетист и скрипач ирландского происхождения
- 13 марта — Хосе Арангурен де Авиньярро (81) — испанский композитор и музыкальный педагог
- 29 марта — Иштван Данко (44) — венгерский скрипач и композитор
- март — Эжен Кормон (91) — французский драматург и либреттист
- 10 апреля — Генрих Беллерман (71) — немецкий музыковед-медиевист и исследователь музыки эпохи Возрождения
- 1 мая — Луиджи Ардити (80) — итальянский скрипач, дирижёр и композитор
- 9 мая — Джузеппе Кремонини Бьянки[итал.] (36) — итальянский оперный певец (тенор)
- 16 мая — Сибилла Сандерсон (38) — американская и французская оперная певица (сопрано)
- 18 мая — Карел Шебор (59) — чешский композитор и дирижёр
- 28 июня — Констанс Бэйч[англ.] (57) — британская пианистка, композитор и музыкальный педагог
- 29 июня — Рентаро Таки[англ.] (23) — японский пианист и композитор
- 27 июля
  - Петер Друффель (54) — немецкий композитор и музыковед
  - Лина Санделль (70) — шведская писательница, автор духовных гимнов
- 4 сентября — Герман Цумпе (53) — немецкий дирижёр и композитор
- 28 сентября — Сэмюел Уорд[англ.] (54) — американский органист и композитор
- 20 ноября — Харт Дэнкс[англ.] (69) — американский автор песен
- 12 декабря — Христиан Иогансон (86) — шведский и русский артист балета и хореограф
- 20 декабря — Корнель Абрани (81) — венгерский пианист, композитор, журналист, музыковед и музыкальный педагог
- 27 декабря — Адольф Чех (62) — чешский дирижёр, хормейстер и композитор
- без точной даты — Абубакир Боранкулулы (41/42) — казахский акын